# 西安交通大学出版社
西安交通大学出版社是中华人民共和国的一家出版社，成立于1983年，社址位于陕西省西安市，由中华人民共和国教育部主管、西安交通大学主办。